# Udarni termin
Elitni termin, elitni večernji termin, udarni termin ili elitni televizijski termin je izraz koji se u televizijskom žargonu koristi za vremensko razdoblje pojedinog dana kada se očekuje maksimalna gledanost televizijskog programa. Uz ovaj izraz se ponekad rabi i originalni engleski naziv prime time.
Ovisno o zemljopisnom području, kulturnim navikama, pravilima i sl. elitni termin obično počinje između 19 i 20, a završava između 22 i 23 sata. Smatra se da je prije tog razdoblja najveći dio potencijalne publike na poslu ili se vraća s posla, a da se poslije tog razdoblja najveći dio publike odlazi na spavanje kako bi se pripremio za sljedeći radni dan. 
Sadržaj TV-programa u elitnim terminima se vrlo često razlikuje od ostatka TV-programa. Tako su npr. lokalne TV-stanice u okviru šire TV-mreže dužne u elitnom programu prenositi program iz središta mreže, dok ostatak dana mogu emitirati vlastiti program. 
TV-program u elitnom terminu obično sadržava emisije koje su zbog sadržaja i ozbiljnosti tema obično neprimjerene najmlađem uzrastu. S druge strane, elitni termin je po sadržaju TV-programa obično restriktivniji od TV-programa koji se emitira tijekom kasne večeri ili noći.
Elitni termin je posebno važan komercijalnim televizijama, s obzirom na to da one većinu prihoda ostvaruju od televizijskih reklama. Stoga se u elitni termin stavljaju potencijalno najatraktivnije emisije, kako bi se mogla naplatiti maksimalna cijena za emitiranje TV-reklama tijekom i između njih.